# Кнез, Руди
Рудольф «Руди» Кнез (словен. Rudolf "Rudi" Knez; 12 сентября 1944, Есенице — август 2022) — словенский хоккеист, вратарь.

## Игровая карьера
На протяжении своей карьеры был известен как вратарь клуба «Акрони Есенице». За сборную Югославии выступил на Олимпийских играх 1968 и 1972 годов, проведя один матч в 1968 году против сборной Румынии (победа 9:5) и два матча в 1972 году против сборной Франции и сборной Японии (поражения 2:6 и 3:6 соответственно).